# (469372) 2001 QF298
(469372) 2001 QF298 — транснептуновый объект, расположенный в поясе Койпера. Был обнаружен 19 августа 2001 года Марком У. Би. 2001 QF298 классифицируется как плутино, это означает, что он находится в стабильном орбитальном резонансе 2:3 с Нептуном, так же как и Плутон.

## Физические характеристики
Диаметр 505 км (предположительно).
В видимом свете объект выглядит нейтральным или слегка красноватого цвета.